# Winnertzia populicola
Winnertzia populicola är en tvåvingeart som beskrevs av Spungis 1992. Winnertzia populicola ingår i släktet Winnertzia och familjen gallmyggor. Inga underarter finns listade i Catalogue of Life.